# MG Hm 2/3
Bei der Hm 2/3 handelt es sich um eine Diesellokomotive der Monte Generoso-Bahn (MG). Diese beiden Lokomotiven wurden unter Verwendung des Fahrgestells der eigenen Dampflokomotive H 2/3 (Nr. 5+6) erbaut. 
Der Umbau wurde von Stabilimenti Meccanici VM SpA in Cento durchgeführt, wobei die MG auch Eigenleistungen erbrachte. Die Fahrgestelle wurden von der Schweizerischen Lokomotiv- und Maschinenfabrik in Winterthur überholt und angepasst. Dabei wurde anstelle des Umlenkhebels des Dampfantriebes eine Blindwelle eingebaut. Die Triebstange und die Kuppelstangen blieben erhalten, auch der eigentliche Zahnradantrieb wurde von der Dampflokomotive übernommen. Zuerst war ein Saurer-Dieselmotor eingebaut, der 1979 durch einen Dieselmotor von VW ersetzt wurde. Mit der Elektrifizierung der Strecke 1982 wurde eine Lokomotive überflüssig und die Nummer 2 ausrangiert. Nach Ausbau der benötigten Ersatzteile wurde sie verschrottet, wobei Teile des Untergestells zur betriebsfähigen Herrichtung der H 2/3 Nr. 2 benutzt wurden. 
Die Nummer 1 ist heute noch betriebsfähig erhalten, wird aber nur noch für Güter- und Dienstzüge verwendet.